# La Fauvette des jardins

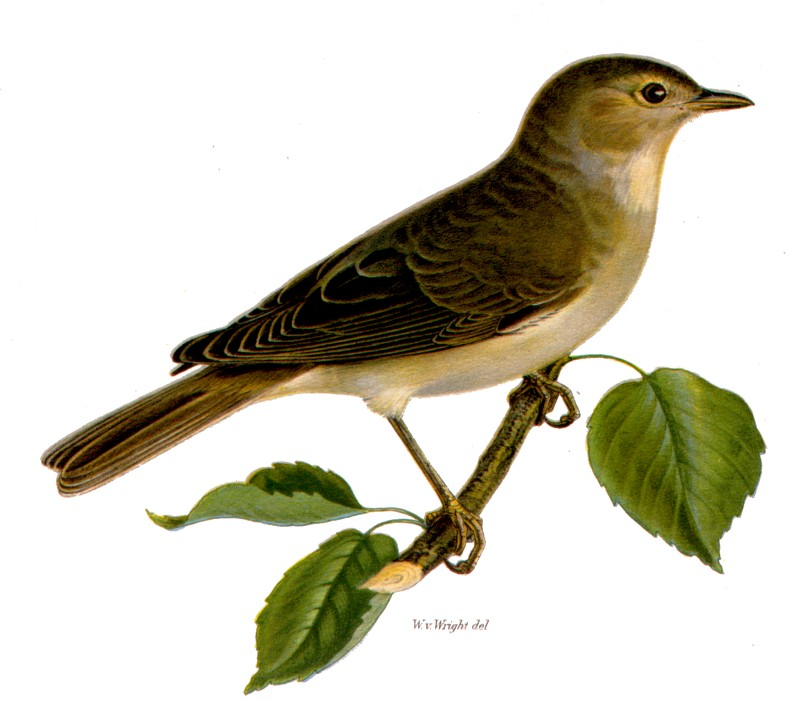
fauvette des jardins

La Fauvette des jardins est une œuvre pour piano d'Olivier Messiaen.
Écrite en 1970, elle a été créée le 7 novembre 1972 à Paris, à l'Espace Pierre Cardin par la pianiste Yvonne Loriod à qui elle est dédiée. 
Cette pièce s'origine dans une journée de l'été 1970 que le musicien a passé près du Grand lac de Laffrey, au pied de la montagne du Grand Serre. De l'aube au crépuscule, il a entendu chanter nombre d'oiseaux parmi lesquels cette fauvette des jardins qui a inspiré cette pièce. Les chants de dix-huit autres oiseaux y sont également évoqués.

## Durée
35 minutes

## Discographie
Yvonne Loriod, piano. 
- Disque Erato 2292-45505-2/VI enregistré en février 1973.